# La Herliere Communal Cemetery
La Herliere Communal Cemetery is een begraafplaats gelegen in de Franse plaats La Herliere (Pas-de-Calais). De militaire graven worden onderhouden door de Commonwealth War Graves Commission.
De begraafplaats telt 3 geïdentificeerde Gemenebest graven, waarvan 2 uit de Eerste Wereldoorlog en een uit de Tweede Wereldoorlog.